# 木村昌平 (東急)
木村 昌平（きむら しょうへい、1961年6月5日 - ）は、日本の経営者。株式会社東急コミュニティー代表取締役社長社長執行役員、東急不動産ホールディングス株式会社取締役執行役員。

## 経歴
東京都出身。1984年、慶應義塾大学法学部を卒業後、同年4月東急不動産に入社。海外事業、財務部門などに従事した。
2008年4月同社統括部長、2010年4月執行役員、2014年4月取締役常務執行役員、2019年4月取締役上級執行役員、同年5月取締役上級執行役員を歴任。2020年より、東急コミュニティー、東急リバブル、東急ハンズ、東急住宅リースの取締役となる。
また、2013年からは東急不動産ホールディングスの会社経営にも携わり、10月同社執行役員、2019年6月より取締役執行役員を務め
、現職。
2022年1月より、東急コミュニティー取締役副社長執行役員に就任。同年4月1日付で同社の代表取締役社長社長執行役員に昇格した。